# Альфонсо II Целомудренный
Альфонсо II Целомудренный (исп. Alfonso II el Casto; 1-25 марта 1157 — 25 апреля 1196) — король Арагона с 1162 года; граф Барселоны, Жероны, Осоны, Бесалу и Сердани с 1162 года и Прованса и Жеводана в 1167—1171 годах под именем Альфонсо I. Сын Рамона Беренгера IV, графа Барселоны, и Петронилы, королевы Арагона. Альфонсо был первым, кто стал одновременно королём Арагонским и графом Барселоны. Также в 1167 году он стал графом Прованса, отобрав это графство у своей племянницы Дульсы II, а в 1173 году уступил его своему брату Рамону Беренгеру.

## Правление
Альфонсо II родился под именем Рамон Беренгер, но взошёл на объединённый трон Арагона и Барселоны как Альфонсо, сменив имя в честь Альфонсо I.
В течение большего времени своего правления он был союзником короля Кастилии Альфонсо VIII против Наварры и мавританских королевств на юге. В процессе Реконкисты Альфонсо дошёл до Теруэля, крепости по дороге к Валенсии, и в 1171 году взял его. В том же году он взял Каспе.
Помимо общих интересов, королей Арагона и Кастилии объединяла вассальная зависимость Арагона по отношению к Кастилии. Кроме того, 18 января 1174 года в Сарагосе Альфонсо женился на инфанте Санче, сестре кастильского короля.
В 1179 году короли Арагона и Кастилии подписали Касорлское соглашение, согласно которому зоны завоеваний на юге разграничивались по водоразделу рек Хукар и Сегур.
В дни правления Альфонсо достигло своего пика влияние Каталонии к северу от Пиреней. Его королевство включало не только Прованс, но и Сердань с Руссильоном, которые он унаследовал в 1172 году. Вассалами Арагонского королевства были Беарн и Бигор. Также Альфонсо имел большое влияние в Лангедоке, что помогало развивать торговлю и способствовало притоку населения из Лангедока на новозавоёванные земли на юге.
В 1186 году ему удалось усилить каталонское влияние на Сардинии, когда внук его кузины Альгабурсы Хуг занял с помощью Альгабурсы и Альфонсо арборейский трон.
При содействии Альфонсо II в 1202 году в Арагоне на берегу реки Эбро появился первый в регионе цистерцианский монастырь.

## Жена и дети
Жена Альфонсо II — Санча Кастильская, дочь короля Альфонса VII Кастильского, 1155 или 1157—1208
- Педро (1174—1213), будущий Педро II Арагонский, наследник трона.
- Констанция (1179—1222), с 1198 г. жена короля Имре Венгерского, после его смерти, с 1210 г. — императора Фридриха II.
- Альфонс (1180—1209), граф Прованса.
- Элеонора (1182—1226), с 1203 г. жена графа Раймунда VI Тулузского.
- Санча (1186—1241), с 1211 г. жена графа Раймунда VII Тулузского.
- Санчо (умер во младенчестве).
- Рамон Беренгер (умер во младенчестве).
- Фернандо (1190—1249), аббат Монтеарагонского монастыря.
- Дульса (1192-?), монахиня.